# Комлишинский, Василий Сергеевич
Василий Сергеевич Комлишинский (Камлышинский) (1785—1841) — русский физик, ординарный профессор, декан и ректор Императорского Харьковского университета (1836–1837).

## Биография
Родился в 1785 году в Харькове в семье обер-офицера. Окончил Харьковское народное училище (1796–1804) и поступил в Харьковский университет, который окончил со степенью кандидата, первым кандидатом первого выпуска (1808). С августа 1809 года читал основы математики. В 1810 году стал учителем математики и физики Черниговской гимназии, однако уже с начала 1811 года стал преподавать в Харьковском университете начальный курс физики.
В 1812 году получил степень магистра и был назначен адъюнктом по кафедре физики, а в следующем году, после защиты диссертации, получил степень доктора физики. С 1818 года — экстраординарный, а с 1821 — ординарный профессор. Читал курсы теоретической химии и метеорологии, заведовал физической лабораторией.
В 1822—1828 и 1833—1836 годах был деканом отделения физических и математических наук философского факультета. В 1836—1837 годах — ректор Харьковского университета. В 1837—1840 годах работал помощником библиотекаря библиотеки Харьковского университета и в 1841 году вышел в отставку.

## Труды
Комлишинский перевёл с немецкого работы Ф. Гизе «Химия всеобщая для учащих и учащихся»  (Харьков, 1813—1817, 5 частей) и «О выгоднейшем способе добывания и очищения селитры» и написал:
- «De polarisatione radiorum luminis» (докторская диссертация, Харьков, 1813)
- «О неводяных атмосферных осадках» («Речи Харьковского университета», 1818)
- «Ueber den Hagel und Hagelarbeiter» (Харьков, 1833).